# Greg Norman

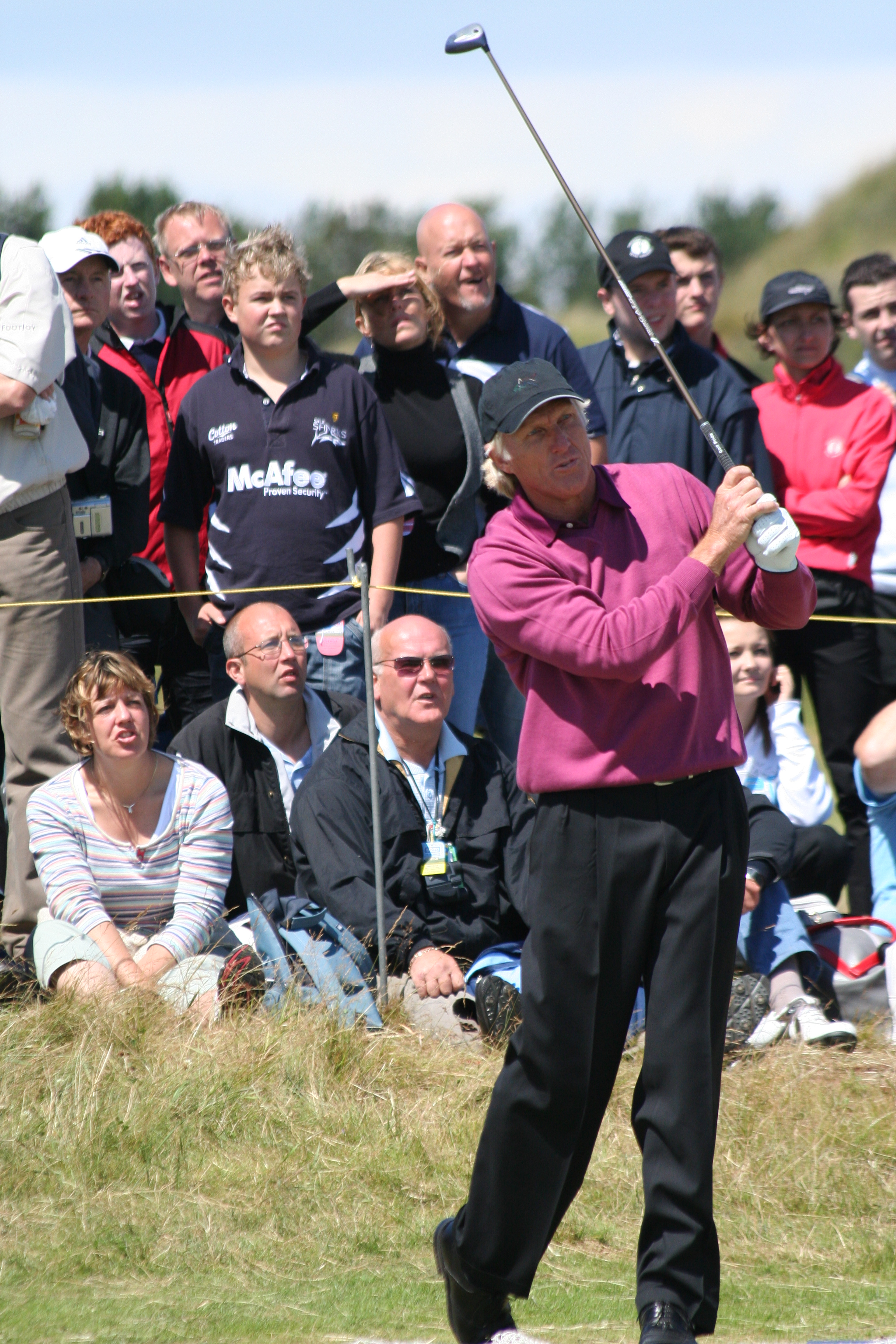
Greg Norman

Gregory John "Greg" Norman, född 10 februari 1955 i Mount Isa i Queensland, Australien, är en australisk professionell golfspelare som låg etta på golfens världsranking i 331 veckor från 1986 till 1998. Han kallas även "The Great White Shark".
Norman har vunnit The Open Championship (British Open) två gånger, 1986 och 1993. Trots att han har gjort stor succé på den amerikanska PGA-touren och vunnit många tävlingar runt om i världen kommer han att bli ihågkommen som den, som trots sin talang, inte kunde vinna The Masters, US Open och PGA Championship. Han var lika mycket ett offer för sin egen otur som sina motståndares tur. 1986 satte Bob Tway ett bunkerslag som gjorde att Norman förlorade PGA Championship och följande år satte Larry Mize en 40-meters chipp i särspelet. 1986 ledde han alla fyra majors efter den tredje rundan men vann bara The Open Championship. Normans största djupdykning kom i 1996 års Masters när han, inför den sista rundan, ledde med sex slag och förlorade mot Nick Faldo med fem slag.
Normans naturliga utstrålning och attityd har gjort honom till en perfekt representant för golfutrustning och många andra typer av produkter. Medan han fortsätter att ställa upp i golftävlingar, tar hans intresse för affärsverksamheten allt mer av hans tid. Hans förmögenhet uppskattas till hundratals miljoner dollar.
Bland Normans fritidssysselsättningar finns bland annat sportfiske och lyxbåtar. Han bor i Hobe Sound, Florida och han spelar numera bara en eller två tävlingar per år i Australien. 
1986 blev Norman belönad med BBC Sports Personality of the Year Overseas Personality Award, vilket han upprepade 1993 och blev därmed, förutom  Muhammad Ali och Björn Borg, flerfaldig vinnare.
Sedan 2021 är han högste ansvarige för den saudikontrollerade brittiska golforganisationen Liv Golf.

## Meriter

### Majorsegrar
- 1986 The Open Championship
- 1993 The Open Championship

### Segrar på PGA-touren
- 1984 Kemper Open,  Canadian Open
- 1986 Panasonic Las Vegas Invitational,  Kemper Open
- 1988 CI Heritage Golf Classic
- 1989 The International,  Greater Milwaukee Open
- 1990 Doral-Ryder Open,  Memorial Tournament
- 1992 Canadian Open
- 1993 Doral-Ryder Open
- 1994 The Players Championship
- 1995 Memorial Tournament,  Canon Greater Hartford Open,  NEC World Series of Golf
- 1996 Doral-Ryder Open
- 1997 FedEx St. Jude Classic,  NEC World Series of Golf

### Segrar på Europatouren
- 1977 Martini International
- 1979 Martini International
- 1980 Paco Rabanne Open de France, Scandinavian Enterprise Open, State Express Classic, Benson & Hedges International
- 1981 Martini International, Dunlop Masters
- 1982 Dunlop Masters, State Express English Classic, Benson & Hedges International Open
- 1986 Panasonic European Open
- 1988 Lancia Italian Open
- 1994 Johnnie Walker Classic

### Segrar i Australien
- 1976 Westlakes Classic
- 1978 New South Wales Open, Traralgon Classic, Caltex Festival of Sydney Open, South Seas Classic
- 1979 Traralgon Classic
- 1980 Australian Open
- 1981 Australian Masters
- 1983 Australian Masters, Stefan Queensland Open, National Panasonic New South Wales Open
- 1984 Victorian Open, Australian Masters, Australian PGA
- 1985 Toshiba Australian PGA Championship, National Panasonic Australian Open
- 1986 Stefan Queensland Open, National Panasonic New South Wales Open, West End Jubilee South Australian Open, National Panasonic Western Australian Open
- 1987 Australian Masters, National Panasonic Australian Open
- 1988 Palm Meadows Cup, ESP Open, PGA National Tournament Players Championship, Panasonic New South Wales Open
- 1989 Australian Masters, PGA National Tournament Players Championship
- 1990 Australian Masters
- 1995 Australian Open
- 1996 Ford South Australian Open, Australian Open
- 1998 Greg Norman Holden International

### Övriga segrar
- 1977 Kuzuhz International (Japan)
- 1979 Hong Kong Open
- 1980 Suntory World Match Play Championship
- 1983 Hong Kong Open, Cannes Invitational, Suntory World Match Play Championship, Kapalua International (United States)
- 1985 Alfred Dunhill Cup
- 1986 Suntory World Match Play Championship, Alfred Dunhill Cup, PGA Grand Slam of Golf
- 1989 Chunichi Crowns (Japan)
- 1993 Taiheyo Masters (Japan), PGA Grand Slam of Golf
- 1994 PGA Grand Slam of Golf
- 1995 Fred Meyer Challenge (med Brad Faxon)
- 1996 Fred Meyer Challenge (med Brad Faxon)
- 1997 Fred Meyer Challenge (med Brad Faxon), Andersen Consulting World Championship.
- 1998 Franklin Templeton Shootout (med Steve Elkington)
- 2001 Skins Game

## Utmärkelser
- World Golf Hall of Fame 2001
- PGA Tours pengaliga 1986, 1990, 1995
- Vardon Trophy 1989, 1990, 1994
- PGA Tour player of the year 1995

## Familj
Greg Norman gifte sig 1981 med amerikanska Laura. De har två barn. I maj 2006 meddelande paret att de ligger i skilsmässa. I september 2007 annonserade Norman att han och den tidigare tennisspelaren Chris Evert skulle ingå äktenskap.
1981–2007 Laura Andrassy
2008- 2009 Chris Evert
2010- Kirsten Kutner
Barn Morgan Leigh, Gregory